# 2023년 6월
| 2023년: 1월 · 2월 · 3월 · 4월 · 5월 · 6월 · 7월 · 8월 · 9월 · 10월 · 11월 · 12월 |

| \| 2023년 6월 1일 (목요일) \| \| 편집 \| |  |      |
| 보건과 환경 - 코로나19 확진자 격리 의무가 해제되었다. 그리고 위기경보 단계를 심각에서 경계로 하향 조정했다. 확진자에게 적용되었던 7일 격리 의무가 5일 격리 권고로 바뀌었다. |  |      |
| 2023년 6월 1일 (목요일) |  | 편집 |

| 2023년 6월 1일 (목요일) |  | 편집 |

| \| 2023년 6월 2일 (금요일) \| \| 편집 \| |  |      |
| 사고와 재해 - 인도 오디샤주 발라소르(Balasore)에서 여객열차와 화물 열차가 충돌·탈선하는 사고가 발생하였다. 이로인하여 최소 288명이 숨지고, 900여 명의 부상자가 발생하였다. |  |      |
| 2023년 6월 2일 (금요일) |  | 편집 |

| 2023년 6월 2일 (금요일) |  | 편집 |

| \| 2023년 6월 3일 (토요일) \| \| 편집 \| |  |      |
| 스포츠 - 미국의 육상 선수 짐 하인스가 숨졌다. 짐 하인스는 처음으로 남자 육상 100m 종목 10초 벽을 깨뜨린 선수로, 1968년 10월 14일 멕시코시티 올림픽 결선에서 9초95를 기록하며 우승하였다. |  |      |
| 2023년 6월 3일 (토요일) |  | 편집 |

| 2023년 6월 3일 (토요일) |  | 편집 |

| \| 2023년 6월 4일 (일요일) \| \| 편집 \| |  |      |
|                                          |  |      |
| 2023년 6월 4일 (일요일)                  |  | 편집 |

| 2023년 6월 4일 (일요일) |  | 편집 |

| \| 2023년 6월 5일 (월요일) \| \| 편집 \|            |  |      |
| 과학과 기술 - 애플에서 애플 비전 프로가 발표되었다. |  |      |
| 2023년 6월 5일 (월요일)                             |  | 편집 |

| 2023년 6월 5일 (월요일) |  | 편집 |

| \| 2023년 6월 6일 (화요일) \| \| 편집 \| |  |      |
| 문화와 예술 - 블리자드 엔터테인먼트가 제작한 디아블로 IV가 정식 출시되었다. 사고와 재해 - 카호우카 댐 파괴: 우크라이나에서 원인을 알 수 없는 폭발로 카호우카 댐이 파괴되며 홍수가 발생, 주민들이 긴급 대피하였다. 약 2만여 명의 이재민이 발생한 것으로 알려졌다. |  |      |
| 2023년 6월 6일 (화요일) |  | 편집 |

| 2023년 6월 6일 (화요일) |  | 편집 |

| \| 2023년 6월 7일 (수요일) \| \| 편집 \| |  |      |
|                                          |  |      |
| 2023년 6월 7일 (수요일)                  |  | 편집 |

| 2023년 6월 7일 (수요일) |  | 편집 |

| \| 2023년 6월 8일 (목요일) \| \| 편집 \| |  |      |
| 과학과 기술 - Apple Pay: 신한카드와 KB국민카드, 우리카드가 애플에 사업참여 의향서를 제출한 것으로 확인되었다. 법과 범죄 - 경부고속선 신경주역에서 10대 학생이 선로에 무단 침입, 서울역 방향 선로 위에 가로·세로 30㎝ 크기의 돌덩이를 올려놓은 것을 역무원이 CCTV로 발견해 돌덩이를 제거하는 사건이 발생하였다. |  |      |
| 2023년 6월 8일 (목요일) |  | 편집 |

| 2023년 6월 8일 (목요일) |  | 편집 |

| \| 2023년 6월 9일 (금요일) \| \| 편집 \| |  |      |
|                                          |  |      |
| 2023년 6월 9일 (금요일)                  |  | 편집 |

| 2023년 6월 9일 (금요일) |  | 편집 |

| \| 2023년 6월 10일 (토요일) \| \| 편집 \|                                          |  |      |
| 법과 범죄 - 유나바머(Unabomber) 시어도어 카진스키(테드 카진스키)가 수감 중 숨졌다. |  |      |
| 2023년 6월 10일 (토요일)                                                           |  | 편집 |

| 2023년 6월 10일 (토요일) |  | 편집 |

| \| 2023년 6월 11일 (일요일) \| \| 편집 \| |  |      |
| 사고와 재해 - 필리핀 루손섬 알바이주에서 활화산인 마욘산이 용암을 분출했다. 화산 주변 반경 6㎞ 내 주민에게 대피령이 내려졌고, 항공기 운항은 금지되었다. 정치와 선거 - 대한민국 강원도가 관련법 시행에 따라 강원특별자치도로 출범하였다. |  |      |
| 2023년 6월 11일 (일요일) |  | 편집 |

| 2023년 6월 11일 (일요일) |  | 편집 |

| \| 2023년 6월 12일 (월요일) \| \| 편집 \| |  |      |
| 스포츠 - 전미 농구 협회 챔피언 결정전인 NBA 파이널 5차전에서 덴버 너기츠가 94:89로 마이애미 히트를 꺾으면서 시리즈 성적 4:1로 우승하였다. 1967년 창단이후 56년 만의 첫 우승이다. 챔피언 결정전 최우수 선수(MVP)에는 니콜라 요키치가 선정되었다. 정치와 선거 - 이탈리아의 정치인 실비오 베를루스코니가 사망했다. 베를루스코니는 제73·78·80대 이탈리아의 총리를 지냈다. |  |      |
| 2023년 6월 12일 (월요일) |  | 편집 |

| 2023년 6월 12일 (월요일) |  | 편집 |

| \| 2023년 6월 13일 (화요일) \| \| 편집 \| |  |      |
|                                           |  |      |
| 2023년 6월 13일 (화요일)                  |  | 편집 |

| 2023년 6월 13일 (화요일) |  | 편집 |

| \| 2023년 6월 14일 (수요일) \| \| 편집 \| |  |      |
|                                           |  |      |
| 2023년 6월 14일 (수요일)                  |  | 편집 |

| 2023년 6월 14일 (수요일) |  | 편집 |

| \| 2023년 6월 15일 (목요일) \| \| 편집 \| |  |      |
| 사고와 재해 - 대구 재활용 공장 화재: 대구광역시 서구 중리동 인근 공장에서 화재가 발생하였다. - 필리핀 바탕가스 앞바다에서 규모 6.2의 지진이 발생했다. |  |      |
| 2023년 6월 15일 (목요일) |  | 편집 |

| 2023년 6월 15일 (목요일) |  | 편집 |

| \| 2023년 6월 16일 (금요일) \| \| 편집 \| |  |      |
|                                           |  |      |
| 2023년 6월 16일 (금요일)                  |  | 편집 |

| 2023년 6월 16일 (금요일) |  | 편집 |

| \| 2023년 6월 17일 (토요일) \| \| 편집 \| |  |      |
|                                           |  |      |
| 2023년 6월 17일 (토요일)                  |  | 편집 |

| 2023년 6월 17일 (토요일) |  | 편집 |

| \| 2023년 6월 18일 (일요일) \| \| 편집 \| |  |      |
| 사고와 재해 - 2023년 타이탄 잠수정 실종: 타이타닉호 잔해 탐사에 나섰던 심해 잠수정이 대서양에서 실종되었다. 사고 잠수정에는 5명이 탑승하였던 것으로 알려졌다. |  |      |
| 2023년 6월 18일 (일요일) |  | 편집 |

| 2023년 6월 18일 (일요일) |  | 편집 |

| \| 2023년 6월 19일 (월요일) \| \| 편집 \| |  |      |
|                                           |  |      |
| 2023년 6월 19일 (월요일)                  |  | 편집 |

| 2023년 6월 19일 (월요일) |  | 편집 |

| \| 2023년 6월 20일 (화요일) \| \| 편집 \| |  |      |
|                                           |  |      |
| 2023년 6월 20일 (화요일)                  |  | 편집 |

| 2023년 6월 20일 (화요일) |  | 편집 |

| \| 2023년 6월 21일 (수요일) \| \| 편집 \|                                          |  |      |
| 사건 사고 - 중화인민공화국 인촨시에서 일어난 가스 폭발 사건으로 31명이 사망하였다. |  |      |
| 2023년 6월 21일 (수요일)                                                           |  | 편집 |

| 2023년 6월 21일 (수요일) |  | 편집 |

| \| 2023년 6월 22일 (목요일) \| \| 편집 \| |  |      |
|                                           |  |      |
| 2023년 6월 22일 (목요일)                  |  | 편집 |

| 2023년 6월 22일 (목요일) |  | 편집 |

| \| 2023년 6월 23일 (금요일) \| \| 편집 \| |  |      |
|                                           |  |      |
| 2023년 6월 23일 (금요일)                  |  | 편집 |

| 2023년 6월 23일 (금요일) |  | 편집 |

| \| 2023년 6월 24일 (토요일) \| \| 편집 \| |  |      |
| 정치와 선거 - 바그너 그룹의 예브게니 프리고진이 러시아 정부를 상대로 한 반란을 선포했다. 이후 알렉산드르 루카셴코 벨라루스 대통령의 중재로 반란은 철회되었다. |  |      |
| 2023년 6월 24일 (토요일) |  | 편집 |

| 2023년 6월 24일 (토요일) |  | 편집 |

| \| 2023년 6월 25일 (일요일) \| \| 편집 \| |  |      |
|                                           |  |      |
| 2023년 6월 25일 (일요일)                  |  | 편집 |

| 2023년 6월 25일 (일요일) |  | 편집 |

| \| 2023년 6월 26일 (월요일) \| \| 편집 \| |  |      |
|                                           |  |      |
| 2023년 6월 26일 (월요일)                  |  | 편집 |

| 2023년 6월 26일 (월요일) |  | 편집 |

| \| 2023년 6월 27일 (화요일) \| \| 편집 \|                                        |  |      |
| 사회 - 프랑스에서 발생한 나헬 메르주크 살해 사건으로 대규모 소요사태가 발생했다. |  |      |
| 2023년 6월 27일 (화요일)                                                         |  | 편집 |

| 2023년 6월 27일 (화요일) |  | 편집 |

| \| 2023년 6월 28일 (수요일) \| \| 편집 \| |  |      |
|                                           |  |      |
| 2023년 6월 28일 (수요일)                  |  | 편집 |

| 2023년 6월 28일 (수요일) |  | 편집 |

| \| 2023년 6월 29일 (목요일) \| \| 편집 \| |  |      |
| 법과 범죄 - 미국 연방대법원이 공정한 입학을 위한 학생들 대 하버드 대학교 사건에서 대학입시에서 인종에 관한 적극적 우대조치를 위헌으로 결정내려 금지하였다. |  |      |
| 2023년 6월 29일 (목요일) |  | 편집 |

| 2023년 6월 29일 (목요일) |  | 편집 |

| \| 2023년 6월 30일 (금요일) \| \| 편집 \|                                                                                                  |  |      |
| 정치와 선거 - 브라질의 선거법원이 자이르 보우소나루 전 대통령을 2022년 대선 전 직권남용 건으로 2030년까지 공직에 출마하는 것을 금지하였다. |  |      |
| 2023년 6월 30일 (금요일) |  | 편집 |

| 2023년 6월 30일 (금요일) |  | 편집 |

| <           | 2023년 6월 | 2023년 6월 | 2023년 6월 | 2023년 6월  | 2023년 6월 | >          |
| 일          | 월         | 화         | 수         | 목          | 금         | 토         |
|             |            |            |            | 1 4.13 경인 | 2 14 신묘  | 3 15 임진  |
| 4 16 계사   | 5 17 갑오  | 6 18 을미  | 7 19 병신  | 8 20 정유   | 9 21 무술  | 10 22 기해 |
| 11 23 경자  | 12 24 신축 | 13 25 임인 | 14 26 계묘 | 15 27 갑진  | 16 28 을사 | 17 29 병오 |
| 18 5.1 정미 | 19 2 무신  | 20 3 기유  | 21 4 경술  | 22 5 신해   | 23 6 임자  | 24 7 계축  |
| 25 8 갑인   | 26 9 을묘  | 27 10 병진 | 28 11 정사 | 29 12 무오  | 30 13 기미 |            |

| - 2023년 - 5월 - 6월 - 7월 편집하기 |